# Emanuele Sella
Emanuele Sella (Vicenza, 9 januari 1981) is een Italiaans voormalig wielrenner bij Androni Giocattoli-Sidermec.
Sella werd in 2004 prof bij Ceramica Panaria. Nog datzelfde jaar won hij zijn eerste etappe in de Giro d'Italia. In 2008 werd hij geschrapt na toegegeven doping. Op 5 augustus 2008 werd bekendgemaakt dat Sella positief is bevonden op het gebruik van Cera. Dit is dezelfde bloeddoping die Riccardo Riccò ook gebruikte. Van dit middel werd gedacht dat het niet in het bloed te vinden was. Na zijn schorsing keerde hij terug in het peloton; in 2015 stopte hij met wielrennen.

## Belangrijkste overwinningen
2003
- Trofeo Alcide Degasperi
- 1e etappe Ronde van Valencia
- 3e etappe Ronde van Valencia
- 1e etappe Deel B Giro della Valle d'Aosta
- 2e etappe Giro della Valle d'Aosta
- 5e etappe Giro della Valle d'Aosta

2004
- 11e etappe Ronde van Italië
- Trofeo Città di Castelfidardo

2005
- 2e etappe deel B Brixia Tour
- Eindklassement Brixia Tour

2007
- 2e etappe deel B Brixia Tour

2008
- 5e etappe Internationale Wielerweek

2009
- 3e etappe Cinturó de l'Empordà

2011
- 3e etappe Internationale Wielerweek
- Eindklassement Internationale Wielerweek

2012
- Coppa Agostoni
- GP Industria & Commercio di Prato

## Resultaten in voornaamste wedstrijden
| Jaar | Ronde van Italië | Ronde van Frankrijk | Ronde van Spanje |
| ---- | ---------------- | ------------------- | ---------------- |
| 2004 | 12e (1)          |                     |                  |
| 2005 | 10e              |                     |                  |
| 2006 | 26e              |                     |                  |
| 2007 | 11e              |                     |                  |
| 2008 | 6e (3) **        |                     |                  |
| 2009 |                  |                     |                  |
| 2010 |                  |                     |                  |
| 2011 | 35e              |                     |                  |
| 2012 | 45e              |                     |                  |
| 2013 | 58e              |                     |                  |
| 2014 | 63e              |                     |                  |

| Jaar | Milaan-San Remo | Ronde van Lombardije |
| ---- | --------------- | -------------------- |
| 2004 |                 |                      |
| 2005 | 26e             | 68e                  |
| 2006 | 146e            | opgave               |
| 2007 | 103e            | 63e                  |
| 2008 | 57e             |                      |
| 2009 |                 |                      |
| 2010 | 69e             | opgave               |
| 2011 |                 |                      |
| 2012 |                 | opgave               |
| 2013 | opgave          | 30e                  |
| 2014 |                 |                      |

## Ploegen
- 2000-Zalf-Euromobil-Fior
- 2001-Zalf-Euromobil-Fior
- 2002-Zalf-Désirée-Fior
- 2003-Zalf-Désirée-Fior
- 2004-Panaria-Margres
- 2005-Panaria-Navigare
- 2006-Panaria-Navigare
- 2007-Panaria-Navigare
- 2008-CSF Group-Navigare (tot 01/09)
- 2009-CarmioOro-A-Style (vanaf 01/07)
- 2010-CarmioOro NGC
- 2011-Androni Giocattoli-CIPI
- 2012-Androni Giocattoli-Venezuela
- 2013-Androni Giocattoli-Venezuela
- 2014-Androni Giocattoli
- 2015-Androni Giocattoli-Sidermec

Aulas · Berthou · Beuret · Brousse · Colli · Fournet-Fayard · Genovesi · Goerov · Kocjan · Pardilla · Raisoni · Ratti · Sella · D. Tamayo · Terrenzio · Tizza · Ventoso · J. Tamayo (stagiair)
Berthou · Beuret · Ferrara · Fournet-Fayard · Genovesi · Grillo · Kocjan · Pardilla · Peruffo · Piechele · Quadranti · Raisoni · Ratti · Ratto · Sella · Tamayo · Terrenzio · Tizza · Tonti · Ventoso · Barindelli (stagiair) · Boaro (stagiair) · Tedeschi (stagiair)
Appollonio · Bandiera · Benfatto · Chicchi · Dall'Antonia · Ebsen · Frapporti · Gálviz · Gatto · Giménez · Godoy · Nardin · Padour · Pellizotti · Rodríguez · Sella · Stortoni · Taborre · Taliani · Tvetcov · Zilioli · Zordan · Barbero (stagiair) · Viel (stagiair) · Viola (stagiair)